# Hôtel de Gantès
L'hôtel de Gantès, aussi appelé ancien hôtel de Gantès, est un hôtel particulier situé au no 53 bis du cours Mirabeau, à Aix-en-Provence (France).
Cet édifice est classé au titre de monument historique depuis 1984.

## Historique
La famille de Gantès est une ancienne famille provençale de Cuers, et dont l'installation à Aix-en-Provence est attestée dès l'année 1557,.
En 1660, dix ans après la création du cours Mirabeau, la place manque pour édifier de nouveaux hôtels particuliers sur ce qui est en train de devenir la principale et la plus somptueuse artère de la ville. C'est ainsi que monsieur François de Gantès, seigneur de Valbonnette, procureur général du Parlement d'Aix, doit se contenter de racheter l'auberge "Le Cheval Blanc" qui occupe ce terrain près de l'extrémité Nord-Est du cours, en vue de la faire démolir pour y construire sa propre demeure. Le procureur s'inspire alors du style Louis Quatorzien de la façade de l'hôtel de Forbin.
En 1697, c'est son fils Jean-François de Gantès qui hérite de la bâtisse. Il fait terminer les décorations intérieures des deux étages supérieurs.
En 1716, la demeure passe à la génération suivante et c'est Louis-Henri de Gantès qui en hérite et la vend à Marc Antoine d'Albert du Chaine, marquis de Fox Amphoux.
En 1742, l'hôtel est acheté par le marchand Jaubert, qui le revend dès 1750 au dénommé Guion, gestionnaire du Grand Cercle d'Aix.
C'est alors que l'histoire du bâtiment se confond avec sa future vocation hôtelière. En effet, on retrace depuis cette époque l'historique de la célèbre brasserie "Les 2 Garçons" installée au rez-de-chaussée de l'immeuble, avec des propriétaires successifs ayant en commun un intérêt pour la restauration et partageant la lettre "G".
Le nouveau propriétaire, monsieur Guion, y installe le Grand Cercle, un club élitiste réunissant l'aristocratie aixoise, la haute bourgeoisie et les officiers résidents ou de passage.
En 1823, le fils de monsieur Guion vend les lieux à monsieur Guérin qui le transforme pour en faire un café populaire, ouvert au plus grand nombre.
À Paris, la mode est alors au style monumental des grandes avenues rappelant les victoires napoléoniennes et les devantures de commerces de la capitale française s'adaptent à cette nouvelle donne. Mais la multi-millénaire ville d'Aix étant restée plus monarchique en apparence, en partie dû à son expansion architecturale importante au Grand Siècle, seul le "café Julien", sous l'impulsion de ce nouveau propriétaire, adopta un intérieur Empire de style style consulaire que l'on peut encore admirer de nos jours dans la partie basse de l'hôtel (janvier 2017).
Sous Louis-Philippe (1840), l'immeuble est racheté par deux garçons de café qui donnent son nom définitif à l'établissement. Puis sous le Second Empire, il abrite le "Cercle de Provence", un rendez-vous des artistes qui permettra à des noms tels que Paul Alexis de se forger au contact d'autres créateurs.
Au XXe siècle, l'histoire de l'ancien hôtel de Gantès se confond avec celle de sa célèbre brasserie qui, après avoir accueilli l'aristocratie et la noblesse, sert désormais les plus grands artistes et vedettes du moment, de passage ou résidents, étrangers comme provençaux, parmi lesquels figurent des noms tels que Darius Milhaud, Alain Delon, Paul Cézanne, Henri Bosco, Raimu, Francis Poulenc, Pablo Picasso, François Mauriac, Jean Cocteau ou encore les artistes du Festival d'art lyrique de la ville.
L'ancien hôtel particulier est à présent divisé entre la brasserie Les 2 Garçons au rez-de-chaussée et une activité hôtelière dans les étages supérieurs.
Le 30 novembre 2019, la brasserie Les 2 Garçons est victime d'un incendie qui le détruit entièrement et endommage la structure de l'hôtel, qui doit être consolidé,. Étrangement, la caméra du système de vidéosurveillance de la ville, située la plus proche de la brasserie, est tombée en panne juste avant l'incendie.

## Architecture

L'hôtel de Gantès
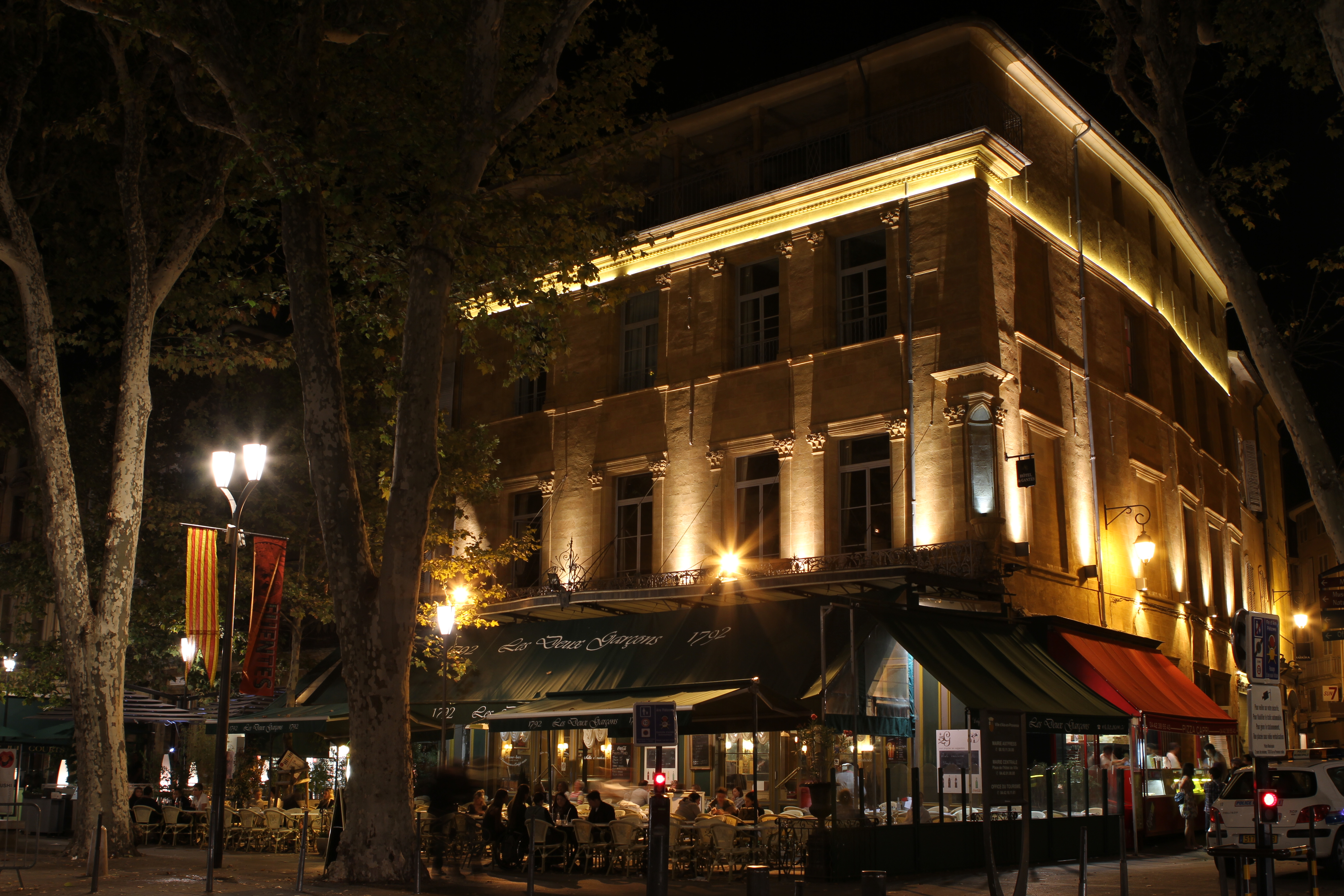
L'hôtel de Gantès, de nuit.
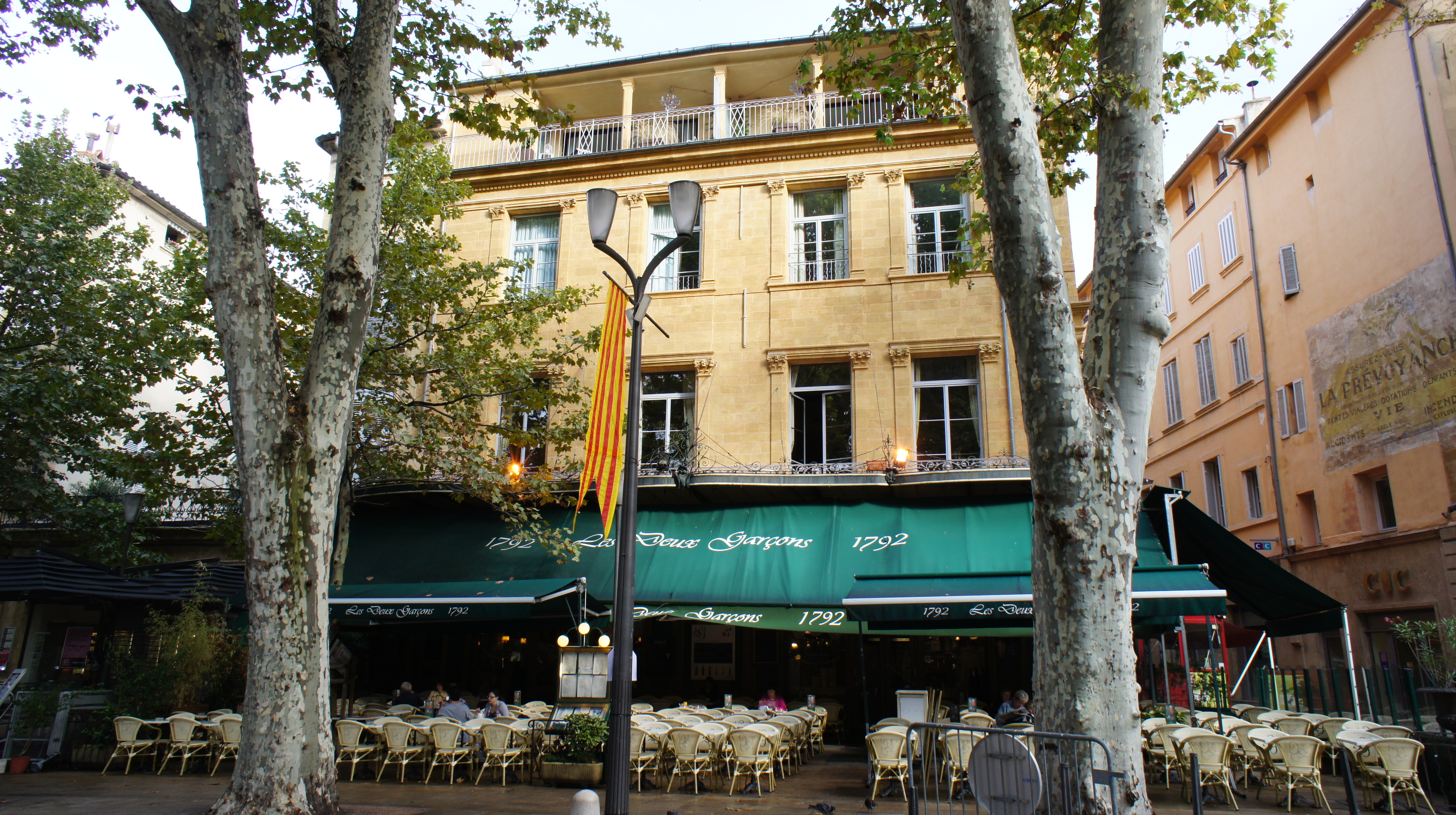
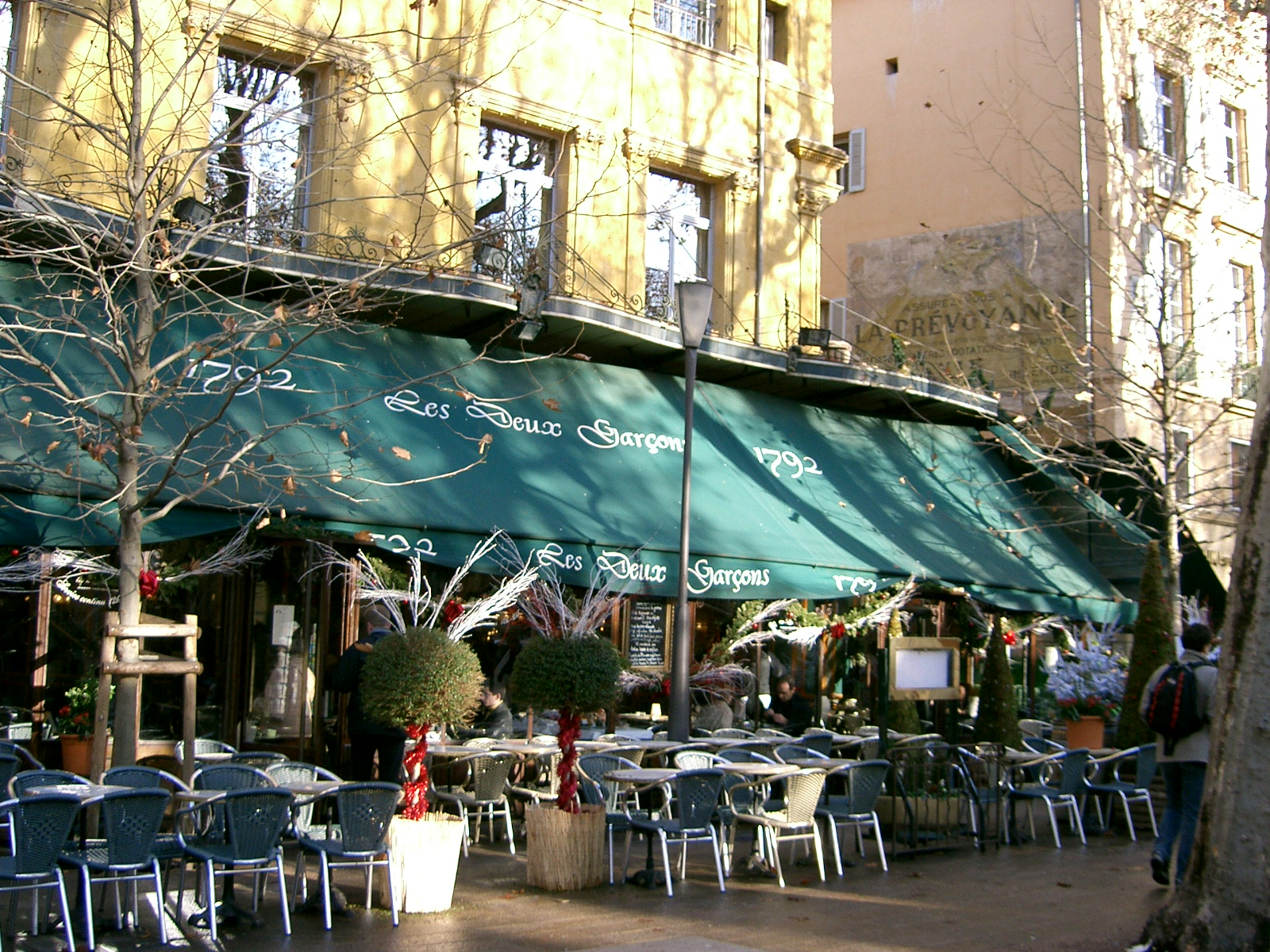
Café des Deux Garçons, au rez-de-chaussée de l'hôtel de Gantès.